# Ružyn
Ružyn (ukrajinsky Ружин, rusky Ружин – Ružin, polsky Różyn) je městys (ukrajinsky selyšče) v Žytomyrské oblasti na Ukrajině. 

## Poloha
Ružyn leží v nadmořské výšce 214 metrů nad mořem převážně na severním břehu Rostavycji, levého přítoku Rosu v povodí Dněpru. Od Žytomyru, správního střediska oblasti, je vzdálen přibližně jednaosmdesát kilometrů jihovýchodně.

## Dějiny
První zmínky o obci jsou z konce 15. století. V roce 1569 se stala jako část pravobřežní Ukrajiny součástí Polsko-litevské unie. Po dělení Polska v roce 1793 se stal Ružyn součástí ruského carství, v kterém byl součástí Kyjevské gubernie. Za druhé světové války byl od 16. července 1941 do 28. prosince 1943 obsazen německou armádou.
Status městysu má od roku 1962.

### Rodáci
- Berl Repetur (1902–1989), sionistický aktivista a izraelský politik